# Sam Steel
Sam Steel (Ardrossan, Alberta, 3 de febrero de 1998) es un jugador profesional canadiense de hockey sobre hielo que se desempeña en la posición de centro en Dallas Stars, equipo de la National Hockey League (NHL).

## Carrera
Fue seleccionado en la primera ronda en la NHL Entry Draft de 2016. En 2018 hizo su debut profesional con el equipo Anaheim Ducks, en el cual jugó cuatro temporadas (2018-2022), después pasó a Minnesota Wild (2022-2023), luego a Dallas Stars, donde lleva jugando una temporada.